# ألبرت لوكاس (منافس ألعاب قوى)
ألبرت لوكاس (بالفرنسية: Albert Lucas)‏ هو منافس ألعاب قوى فرنسي، ولد في 4 فبراير 1899 في Le Palais ‏ في فرنسا، وتوفي في 23 يناير 1967.

## وصلات خارجية
- ألبرت لوكاس على موقع أوليمبيديا (الإنجليزية)